# Sindrom policističnih jajnika
Sindrom policističnih jajnika (eng. PCOS - polycystic ovary syndrome) jedan je od najčešćih hormonskih poremećaja žena reproduktivnog doba. Sindrom se karakteriše brojnim i varijabilnim simptomima - nepravilnim menstrualnim ciklusima, viškom muških polnih hormona koji dovode do pojačane maljavosti, a u sklopu sindroma se nekada mogu javiti i prekobrojne ciste u jajnicima, koje nisu obavezan nalaz, uprkos nazivu bolesti.

## Patogeneza, simptomi i znaci sindroma policističnih jajnika

### Nepravilni menstrualni ciklusi
Nepravilni menstrualni ciklusi najčešći su simptom sindroma policističnih jajnika. Definišu se kao neuobičajen obrazac ciklusa - razmak između dva menstrualna krvarenja duži od 35 dana, odsustvo ili neuobičajeno obilno ili dugotrajno mensutrualno krvarenje.

### Prekomerna količina androgena (hiperandrogenizam)
Višak muških polnih hormona u krvi (androgeni) može dovesti do fizičkih promena - do pojačane maljavosti tela i lica (hirzutizma), do pojave akni koje mogu varirati od blagih oblika pa do teških slučajeva a nekada i do pojave muškog obrasca ćelavljenja.

#### Hirzutizam
Hirzutizam se definiše kao stanje pojačane maljavosti u vidu prekomerne pojave tamnih, čvrstih dlaka (terminalne dlake) u odnosu na tanke, fine, sedefaste - vellus dlake. Hirzutizam je kod sindroma policističnih jajnika tipično izraženiji na bradi, vratu i donjem delu lica i zaliscima. Prekomerni rast dlaka se često jasno uočava u donjem delu leđa, na koži trubuha, zadnjice, međice, unutrašnje strane butina i u predelu oko bradavica. Hirzutizam se može postepeno razvijati i pojačavati  sa povećanjem telesne mase. 
Najčešće se za procenu hirzutizma koristi modifikovani Feriman-Galivej skor (Ferriman-Gallwey) kojim se rast dlake procenjuje na tačno definisanim mestima i boduje sa 0 do 4 boda, u zavisnosti od izgleda dlaka i stepena maljavosti i gde se sa 0 bodova ocenjuje odsustvo odn. normalna maljavost a sa 4 boda izražena maljavost sa prisutnim velikim brojem terminalnih dlaka. Konačan skor od preko 8 ukazuje na hirzutizam.

### Policistični jajnici
Tokom normalnog menstrualog ciklusa dolazi do sazrevanja manjeg broja folikula od kojih se obično samo jedan razvije do stadijuma gde može da otpusti jajnu ćeliju (ovuum) što se dešava oko 14. dana ciklusa i naziva ovulacija. 
U sindromu policističnih jajnika nekada se ultrazvučnim pregledom može uočiti više krupnih folikula koji svojim izgledom podsećaju na ciste i najčešće su raspoređeni po obodu jajnika (znak biserne ogrlice). Kriterijumi za postavljanje dijagnoze policističnosti su prisustvo 12 i više cista i/ili zapremina jajnika veća od 10 mL. Ovakvi folikuli uglavnom se ne razvijaju pravilno i ne dovode do oslobađanja jajne ćelije.

## Uzroci
Tačan uzrok sindroma policističnih jajnika nije poznat, ali su definisani faktori koji mogu doprineti razvoju ovog poremećaja. Neki od njih su: prekomerno lučenje insulina (insulinska rezistencija), nasleđe, hronična, blaga inflamacija kao i hiperandrogenizam.

## Lečenje
Lečenje sindroma policističnih jajnika zavisi od dominirajućih simptoma ili nastalih komplikacija, uzrasta žene kao i njenih očekivanja - planiranje trudnoće (lečenje steriliteta), smanjenje telesne mase, regulacija nepravilnih menstrualnih cikulsa, lečenje fizičkih promena koje narušavaju kvalitet života i sl.

### Lečenje žena koje planiraju začeće
Za žene koje planiraju potomstvo najčešće se koristi medikamentna terapija usmerena prema lečenju neplodnosti ili poboljšanju plodnosti i to najčešće primenom lekova koji menjaju osetljivost receptora za estrogen (klomifen), ali i lekovi koji povećavaju osetljivost receptora na insulin (metformin) koji se primarno koristi u lečenju dijabetesa melitusa tipa 2. Metformin pored značajnog uticaja na uspeh začeća dovodi do smanjena telesne mase, poboljšanja masti u krvi, kontrole krvnog pritiska, ima antioksidativna svojstva i povećava nivo proteina koji vezuju polne hormone (eng. SHBG - sex hormone binding globulin). Višedecenijsko iskustvo upotrebe metformina otkrilo je i njegovo dozno-zavisno, zaštitno dejstvo od razvoja kancera endometrijuma, dojke, creva i jetre. Drugi lekovi koji se koriste u lečenju neplodnosti kod žena sa sindromom policističnih jajnika su gonadotropini koji stimulišu ovulaciju, ali se koriste i hirurške tehnike poput pojedinih laparoskopskih procedura koje mogu da okinu ovulaciju poput biopsije jajnika tankom iglom, elektrokauterizacije, transvaginalne hidrolaparoskopije i drugih.

### Druge mogućnosti lečenja[5]
Kod žena čiji cilj ne predstavlja trudnoća lečenje se svodi na smanjenje simptoma što je i najčešći razlog prvog javljanja lekaru ali i najznačajniji faktor koji utiče na kvalitet života. Lekovi čiji je cilj regulacija ciklusa i kontrola menstrualnog krvarenja su oralni kontraceptivi kojima se pored osnovnog efekta najčešće postiže i kontrola nivoa androgena a sa tim i prekomerna maljavost, akne i sl. Metformin se koristi za regulaciju šećera u krvi, krvnog pritiska i uticaja na smanjenje prekomerne telesne mase.
Lek koji se koristi u lečenju akni (derivat 13-cis retinoične kiseline) ima odličan terapijski efekat i u lečenju akni kod žena sa sindromom policističnih jajnika. Lečenje androgene alopecije uključuje lokalnu primenu rastvora minoksidila koji širenjem krvnih sudova pomaže ishranu folikula dlake ili primena lekova koji blokiraju efekat muških polnih hormona (androgena) poput ciproterona ili finasterida (blokatora 5α reduktaze) ali koji utiču na dobitak u telesnoj masi.
Lokalne procedure koje se primenjuju u cilju rešavanja simptoma uključuju i kozmetičke tretmane, uklanjanje viška dlaka, elektrolizu ili lasersko uništavanje folikula.
Pored medicinskih intervencija, promena stila života - redukcija telesne mase, pravilna ishrana i redovna, umerena fizička aktivnost značajno utiču na kvalitet života i uspešnost lečenja.

## Komplikacije
Komplikacije sindroma policističnih jajnika mogu biti neplodnost (infertilitet), dijabetes trudnoće (gestacioni dijabetes), hipertenzija trudnoće, pobačaj ili prerano rođenje, metabolički sindrom (skup simptoma koji uključuje visok krvni pritisak, visok šećer u krvi, uvećanje holesterola i triglicerida) a koji značajno povećava rizik od kardiovaskularnih oboljenja, dijabetesa melitusa tipa 2 ili predijabetesa, depresije, anksioznosti i poremećaja ishrane, abnormalnog pražnjenja bešike, karcinoma endometrijuma i sl.
Gojaznost povezana sa sindromom može pogoršati komplikacije.